# Amanzia
Amanzia (in greco antico: Ἀμάντια? o Ἀβάντια; in latino: Amantia) è stata una città sorta al confine tra l'Epiro e l'Illiria nei pressi del villaggio di Ploç, nel comune di Selenizza, nella moderna Albania.
Il sito è tutelato come Monumento culturale ed è ricompreso nell'omonimo parco archeologico.

## Storia
Fu fondata intorno al 450 a.C. da Abanti e Locresi mentre la prima menzione scritta è nel Periplo di Scilace del IV secolo a.C., che la cita come città dell'Illiria tra Apollonia e Oricum. Un'altra menzione è nella Tabula Peutingeriana dove viene riportata col nome di Amatria e posizionata a 30 miglia romane a sud di Apollonia.

## Caratteristiche
La città era dotata di una cinta muraria realizzata con grossi massi squadrati e in alcuni punti tagliata nella roccia della quale sono visibili ancora lunghi tratti; nella parte settentrionale le mura presentano un'altezza di oltre tre metri di massi disposti su sei file e una larghezza pari 1,85 metri. Sono presenti anche i resti di una porta.
Oltre ad alcuni ruderi di case sono stati rinvenuti: una costruzione squadrata in calcare (molto probabilmente un sepolcro), una fontana con una grossa tabula iscritta in greco e latino, due capitelli bizantini con la croce su un lato e uno stadio con una capacità di circa 4000 spettatori. Tra i ritrovamenti anche una testa di marmo, ritraente probabilmente Alessandro Magno, ed un'altra calcarea identificata con lo Zeus di Dodona. Sul lato settentrionale delle mura vi è una base con kyma lesbico profilata su tre lati ed appartenente probabilmente ad un'anta.